# Perizoma latefasciata
Perizoma latefasciata är en fjärilsart som beskrevs av Embrik Strand 1903. Perizoma latefasciata ingår i släktet Perizoma och familjen mätare. Inga underarter finns listade i Catalogue of Life.